# Sinatou Saka
Pour les articles homonymes, voir Saka.
Sinatou Saka, née le 24 août 1991 à Porto-Novo au Bénin, est une journaliste.
Elle est journaliste spécialisée dans l’entrepreneuriat numérique en Afrique et cheffe de projet éditorial pour RFI et France 24.

## Principaux thèmes de recherche
Sinatou Saka est spécialiste de la recherche sur le numérique dans des domaines qui permettent de travailler sur les problèmes de société en Afrique. Dans ce sens elle cordonne le RFI Challenge App Afrique, un concours d’innovation numérique dont l’objectif est de favoriser l’émergence de la ville intelligente en Afrique à travers le développement d’applications mobiles ou de tout autre service numérique permettant d’améliorer la qualité des services urbain ou de réduire leurs coûts. L'objectif  est de mettre le numérique au service d’enjeux de développement des villes en Afrique tels que l’éducation des filles ou la santé en Afrique. Sinatou Saka a créé également la plateforme Idémi pour favoriser et aider à la création de supports numériques dans les langues africaines sur la toile et les applications,,.

## Journalisme
Sinatou Saka a commencé sa carrière à l'ORTB, puis à l'agence Bénin presse, où elle développe toute la stratégie de l’agence en tant que journaliste et responsable du numérique,. Un an après, à Grenoble, au Dauphiné libéré, elle explore les innovations dans la ville et est également chargée de la stratégie social media du premier quotidien de presse régionale dans cette zone de la France,,. En 2014, Sinatou Saka devient rédactrice en chef du magazine basé en France Afrikarchi,. En janvier 2015, Sinatou Saka entre à RFI, où elle contribue notamment à l'émission Sept milliards de voisins. Elle élabore également une étude complète sur le développement numérique en Afrique, mandatée par l'agence française de coopération médias.